# Rudolf Schlichtinger
Rudolf Schlichtinger (* 8. April 1915 in Regensburg; † 7. Mai 1994 in Bischofsgrün) war ein deutscher Politiker (SPD). Er gehörte dem Bayerischen Landtag an und war von 1959 bis 1978 Oberbürgermeister von Regensburg.

## Leben
Rudolf Schlichtinger besuchte vier Jahre die Volksschule und sechs Jahre die Oberrealschule. Es folgten drei Jahre Lehrerbildungsanstalt mit Reifeprüfung. Im Jahr 1936 leistete er den verbindlichen Arbeitsdienst und anschließend zwei Jahre Wehrdienst bei der Marine. November 1938 trat er der NSDAP bei. Beginnend mit dem ersten Kriegstag des Zweiten Weltkrieges war Schlichtinger ohne Unterbrechung im Fronteinsatz und wurde ab dem Jahr 1941 als Kommandeur einer Marine-Flak-Batterie eingesetzt. Er geriet in Kriegsgefangenschaft im französischen Brest und verbrachte die Gefangenschaft größtenteils in den Vereinigten Staaten.

## Beruf und Tätigkeit als Politiker
Nach der Rückkehr aus der Kriegsgefangenschaft war Schlichtinger ab dem Jahr 1947 zunächst als Volksschullehrer in Regensburg tätig. Als in der Stadt weithin bekanntes Mitglied der SPD wurde Schlichtinger bei den Landtagswahlen 1954 in den Bayerischen Landtag gewählt, wo er bis 1970 Abgeordneter war. Von 1955 bis 1966 gehörte er dem Ausschuss für kulturpolitische Angelegenheiten an, von 1955 bis 1957 war er Mitglied im Ausschuss Bayern Pfalz und in den Jahren 1966 bis 1970 im Ausschuss für Geschäftsordnung und Wahlprüfung. In seiner Funktion als Landtagsabgeordneter der SPD war er Mitglied der Bundesversammlung, die am 1. Juli 1959 den Bundespräsidenten Heinrich Lübke wählte.

## Oberbürgermeister in Regensburg
Im Jahr 1959 wurde Schlichtinger als Nachfolger des ehemaligen NSDAP- und danach CSU-Mitglieds Hans Herrmann zum Oberbürgermeister der Stadt Regensburg gewählt. Er behielt dieses Amt für 19 Jahre bis zu seinem Rücktritt im Jahr 1978.
In den Beginn der Amtszeit von Rudolf Schlichtinger fiel 1962 der lang Umkämpfte Beschluss zur Gründung und zum Bau der Universität Regensburg mit einem Klinikum. Damit bekam Regensburg den Ruf einer bundesweit bekannten zukünftigen Universitäts-Stadt. Das hatte in den Folgejahren nach dem Jahr 1970 einen starken Zuwachs der Einwohner von Regensburg zur Folge. Bei den Zuzüglern handelte es sich, vor allem um junge Leute, die, zum Teil mit Familie, aus nördlichen Bundesländern nach Regensburg zuzogen. Sie kamen in der Hoffnung auf Studien- oder Arbeitsplätzen an der im Bau befindlichen neuen Universität.
Die bis dahin ländlich und konservativ geprägte Stadt Regensburg mit ihren engen Gassen in der während des Krieges kaum zerstörten Altstadt hatte in der Nachkriegszeit sehr viele Kriegsflüchtlinge aufgenommen. Die stark bevölkerten Häuser in der Altstand waren meist in einem alten und vernachlässigten Bauzustand, waren aber bei jungen Familien und Studierenden wegen der geringen Mieten so beliebt, dass die Nachfrage nach Wohnraum kaum gedeckt werden konnte. Daraufhin forderten von jungen Leuten neu gegründete Initiativgruppen von den örtlichen Kommunalpolitikern und vom neuen Oberbürgermeister Schlichtinger und seinem Stellvertreter, dem berufsmäßigen Ersten Bürgermeister Albert Schmid außer neuen guten Bus- und Straßenbahn-Verbindungen zu entfernteren Wohnorten zusätzlich auch städtische Neubaumaßnahmen für Wohnungen, Kindergärten und Studentenheime. Das waren Forderungen, die von Teilen der örtlichen SPD unterstützt wurden . Zeitgleich gab es bei den städtischen Politikern von SPD und CSU aber auch Pläne für eine Modernisierung der Altstadt, verbunden mit der Verbreiterung von engen Gassen und Abbruch der vernachlässigten Häuser in der Altstadt, die als „Geraffel“ bezeichnet wurden. Auch gab es Verkehrspläne zum Ausbau von innerstädtischen Hauptstraßenzügen für eine als modern bezeichnete Aufwertung der Stadt Regensburg zu einer Schnittpunkt-Stadt von zwei Autobahnen. Eine Ost-West-Autobahn sollte innerstädtisch südlich parallel zur Donau verlaufen, dem Verlauf der heutigen Keplerstraße folgend. Diese Straße sollte sich im Stadtgebiet kreuzen mit der schon Jahrzehnte zuvor geplanten, aber vor Beginn des Zweiten Weltkrieges nicht mehr gebauten Nord-Süd-Autobahn von München nach Norden. Sie sollte verlaufen mitten durch die Stadt und über die Donau. Für diese geplante Nord-Süd-Autobahn waren bereits vor Beginn des Zweiten Weltkriegs, südlich außerhalb des Stadtgebiets östlich des heutigen Vororts Graß Brückenbaubauwerke entstanden, die später, nach dem Scheitern der innerstädtischen Straßenbau-Planungen, abgebrochen wurden.
Gegen die städtischen Verkehrspläne gab es bundesweit von Denkmalschutzfachleuten Widerstand, der von örtlichen Fachleuten und auch durch Initiativen von neu gegründeten Denkmalschutz-Vereinen aufgegriffen wurde. Ihr Ziel war es, Widerstand zu leisten, die Autobahn-Pläne zu Fall zu bringen und den mittelalterlichen Baubestand der Stadt zu erhalten. Politisch unterstützt wurden die Denkmalschutz-Initiativ-Gruppen nur von drei Mitgliedern der örtlichen SPD im Rat der Stadt und auch von einem Stadtrats-Mitglied der örtlichen CSU. Die große Mehrheit der CSU-Stadträte leistete keinen Widerstand im Stadtrat gegen die Straßenausbau-Pläne, vertreten von SPD-Oberbürgermeister Schlichtinger und von seinem Stellvertreter  Albert Schmid.
In Bayern war zu dieser Zeit das von Fachleuten geforderte staatliche Denkmalschutzgesetz in Vorbereitung, das im Jahr 1973 in Kraft trat. Es drohte, die städtischen Verkehrsplanungen und auch Planungen von privaten Haus- und Geschäftsbauten zu erschweren. Es wurde von Autobesitzern und Geschäftsleuten kritisch gesehen, teilweise abgelehnt und manchmal sogar umgangen, ohne dass die Stadtregierung eingriff. Das Gesetz wurde z. B. beim Neubau des Horten-Kaufhauses 1973 in der Altstadt missachtet, besonders als durch Aushubmaßnahmen auf dem Neupfarrplatz auch Bodendenkmäler betroffen waren.

## Stadtplanung
Die Stadtverwaltung plante den schnellen Neubau von Studentenheimen, Wohnungen und Kaufhäusern mit Parkplätzen in der Altstadt. Aufwändig waren die Planungen von Industrieansiedlungen am westlichen Ende der Altstadt (Siemens) und am östlichen Ende der Altstadt im Hafengebiet. Diese Ansiedlungen mussten vom Umland aus gut erreichbar sein und sollten, ausgehend von den beiden bereits im Ansatz bestehenden oder geplanten Ost-West- und Nord-Süd-Autobahnen, vom Umland aus über zwei autobahnähnliche innerstädtische Erschließungsstraßen erreicht werden können. Die Ost-West-Erschließungsstraße sollte am südlichen Ufer der Donau verlaufen und hätte den umfangreichen historischen Baubestand am Donauufer zerstört einschließlich des Ostentores. Die Nord-Süd-Straße als Fortsetzung der Galgenbergstraße mit einer mehrspurigen Brücke über die Donau am Donaumarkt hätte im Vorort Stadtamhof nicht nur den mittelalterlichen Andreasstadel zerstört, sondern den ganzen Vorort Stadtamhof schwer beeinträchtigt.
In der Absicht, diese städtebaulichen Baumaßnahmen zu verhindern, entstanden die Bürgerinitiativen, Forum Regensburg e. V. und Freunde der Altstadt Regensburg e. V., die die zunächst von den Parteien mehrheitlich unterstützte bauliche Stadtentwicklung auch in weiteren Punkten nicht unterstützten. Auch in der Stadtratsfraktion der SPD und vereinzelt in der CSU regte sich nach 1973 offener Widerstand gegen die von OB Schlichtinger geplanten Brückenbaumaßnahmen von den drei Mitgliedern Herbert E. Brekle, Christa Meier und W. Annuß, der sogar zusammen mit Christa Meier aus der SPD-Fraktion ausgeschlossen wurde.
Als wahrscheinliche Folge dieser SPD-internen Auseinandersetzungen verlor bei der OB-Wahl 1978 der als Nachfolger von OB Schlichtinger kandidierende Albert Schmidt die Wahl gegen den CSU-Politiker Friedrich Viehbacher.
Es gab unter OB Schlichtinger aber auch unstrittige Projekte wie die Gebietsreform, Ansiedlung von Wirtschaftsunternehmen Patenstadtverträge mit Clermont-Ferrand (Frankreich) und Brixen (Südtirol), sowie die Errichtung des Eisstadions an der Nibelungenbrücke,
Weitere Projekte blieben in Regensburg auch unter den Nachfolgern von OB Schlichtinger noch jahrelang strittig, wie die Parkplatzproblematik in der Altstadt, und besonders die Großbaumaßnahmen, eines geplanten Veranstaltungs- oder Kongresszentrums, an dessen Stelle erst im Jahr 2019 das heutige Haus der Bayerischen Geschichte: Museum trat.
Im Jahr 1978, nachdem Schlichtinger von Friedrich Viehbacher (CSU) abgelöst worden war, wurde er Ehrenbürger der Stadt Regensburg. Eine Straße im Vorort Burgweinting ist nach ihm benannt. Nach seinem Rückzug aus der Politik lebte er in Bischofsgrün (Fichtelgebirge).

## Auszeichnungen
- 1964: Bayerischer Verdienstorden
- 1966: Kommunale Verdienstmedaille in Silber
- 1970: Medaille für besondere Verdienste um die kommunale Selbstverwaltung in Silber
- 1974: Bundesverdienstkreuz 1. Klasse
- 1975: Sigillum des Regensburger Kollegiums in Gold
- 1977: Ehrenmitgliedschaft der Verwaltungs- und Wirtschaftsakademie
- 1978: Ehrenbürgerschaft der Stadt Regensburg
- 1978: Ehrenmitgliedschaft des Universitätsvereines (Regensburg)
- 1979: Titel Altoberbürgermeister
- 1980: Ehrenmitgliedschaft der Universität Regensburg
- 1986: Großes Verdienstkreuz des Verdienstordens der Bundesrepublik
- 1987: Bayerische Verfassungsmedaille in Silber
- 1990: Georg-von-Vollmar-Medaille